# Rhodostrophia jacularia
Rhodostrophia jacularia är en fjärilsart som beskrevs av Jacob Hübner 1808/14. Rhodostrophia jacularia ingår i släktet Rhodostrophia och familjen mätare. Inga underarter finns listade.